# Das tödliche Auge
Das tödliche Auge ist ein zweiteiliger deutscher Fernsehfilm aus dem Jahre 1992. Der Film wurde im Auftrag des WDR von der Westdeutschen Universum in Köln produziert. Die Hauptrollen spielten Ulrich Mühe und Susanne Lothar. Das Drehbuch schrieb Fred Breinersdorfer. Der Film wurde am 20. und 21. Januar 1993 zur Primetime im Abendprogramm der ARD ausgestrahlt. Regie führte Detlef Rönfeldt.

## Handlung
Der junge Rechtsanwalt Stefan Phillis betreibt ein kriminelles Hobby: Er beobachtet heimlich Menschen seiner Umgebung bei intimen Tätigkeiten. Gerade ist er dabei, ein junges Paar durch ein Fenster ihrer Wohnung beim Liebesakt zu beobachten und mit einer Videokamera zu filmen. Als der Mann dann doch die Vorhänge zuzieht, muss Phillis abbrechen und sieht sich nach einem neuen Objekt um. Dabei entdeckt er eine junge Frau, die sich im Bad halbbekleidet zur Nacht fertig macht. Am nächsten Tag sucht er ihre Wohnung in dem Kölner Mietshaus auf und notiert sich ihren Namen: Vera Meerholtz.
In der alten Drogerie seiner im letzten Jahr verstorbenen Mutter hat sich Phillis eine Überwachungszentrale eingerichtet, wo er seine Filme auswertet und analysiert. Obwohl die Drogerie eigentlich geschlossen ist, erscheint plötzlich Vera Meerholtz, um dort einzukaufen. Verwirrt bedient Phillis sein potentielles Überwachungsopfer und begibt sich schon am Abend auf neue „Spannertour“. Er installiert eine neu gekaufte Kamera, die er von seiner Zentrale aus bedienen kann.
Bei den anstehenden Kommunalwahlen kandidiert der ehemalige Polizeibeamte Göllner und wirbt mit seinem Engagement, für die Sicherheit der Bürger zu sorgen. Noch während er eine feurige Ansprache hält, wirft eine Attentäterin eine Handgranate in die Menge der Wahlkampfbesucher und tötet dabei den Kandidaten Göllner. Unerkannt kann sie entkommen. Es ist Vera Meerholtz. Sichtlich überfordert durch ihre Gewalttat bricht sie in Tränen aus und muss sich in ihrer Wohnung übergeben. Phillis beobachtet dies und fragt sich, was mit ihr los sei. So dringt er heimlich in ihre Wohnung ein und berührt liebevoll ihre Kleidungsstücke, auf denen er allerdings Blut findet. Auch stößt er auf den Namen „Sylvia Feld“. In einer Steckdose installiert er eine Überwachungskamera und kann so noch mehr intime Aufnahmen seines Opfers machen. Allerdings gelingen ihm weniger die beabsichtigten Nacktszenen, sondern Aufnahmen von alltäglichen Kleinigkeiten. So wirft Vera Kleidungsstücke und anderes belastendes Material in den Müll. Durch die Berichte der Medien über das Attentat schließt er auf einen Zusammenhang mit seinen Beobachtungen. Obwohl die 15.000 DM, die von der Polizei als Belohnung ausgesetzt wurden, ihm bei seinen finanziellen Problemen recht kämen, denkt er nicht daran, Vera anzuzeigen. Im Gegenteil, er sucht ihre Nähe und kann sich sogar mit ihr anfreunden. Dabei erfährt er, dass sie ihren Bruder, den sie nach dem frühen Tod ihrer Eltern allein großgezogen hatte, vor ein paar Jahren verloren hat.
Phillis findet bei seinen heimlichen Beobachtungen inzwischen heraus, dass Vera möglicherweise auch den Staatssekretär Müller zu töten beabsichtigt. Aufgrund seiner Rechtsanwaltstätigkeit hat Phillis Zugang zu Gerichtsakten und stößt auf eine Geiselnahme von 1982, bei der Göllner versehentlich die Geisel Harry Feld erschossen hat. Ihm ist damit klar, dass Vera in Wirklichkeit Harrys Schwester Sylvia ist und dass sie dabei ist, ihren Bruder zu rächen. Als er sie darauf anspricht, bedroht Vera Phillis mit einer Waffe und meint: „Wer sich mir in den Weg stellt, stirbt.“ Doch Phillis gelingt es, Vera aufzuhalten, und er spricht mit ihr über die Umstände, die zum Tod ihres Bruders führten. Demnach hat Göllner aus Karrieregründen bei der Geiselnahme den Bankräuber um jeden Preis stellen wollen, ihren Bruder dabei „geopfert“. Müller habe alles gedeckt und kein Verfahren gegen Göllner eröffnet. Phillis bietet Vera an, Beweise gegen Müller zu sammeln, um ihn damit zu Fall zu bringen. Er dringt in Göllners Haus ein und kann dort Unterlagen über Bestechungsgelder sicherstellen, die den Staatssekretär Müller belasten. Vera will trotzdem auf ihre Weise Rache nehmen, doch ein erster Versuch, Müller zu töten, schlägt fehl.
Phillis weiht Vera in sein heimliches Hobby ein in der Hoffnung, sie damit von ihrem Vorhaben abzubringen. Doch geraten sie dabei in massiven Streit und er schlägt sie nieder. Wenn sie nicht die Frau sein will, die mit ihm ihr Leben teilt, dann werde er sich nun die Belohnung holen, die auf sie ausgesetzt ist. Er sperrt sie im Keller der alten Drogerie ein und meldet Müller, dass er Informationen über den Anschlag auf ihn habe. Dabei versucht er, die Belohnung auf einen Millionenbetrag zu erhöhen, und installiert Überwachungstechnik in Müllers Umfeld, um ihn unbemerkt abzuhören. So ist er vorab über Müllers Vorhaben informiert und erfährt auch, dass er mit der ermittelnden Kommissarin nicht konform geht. Während sie die Spur zu Vera verfolgt und das Attentat als privaten Racheakt sieht, will Müller davon ablenken und stellt es als terroristischen Anschlag dar. Phillis verabredet sich mit Müller und offenbart sich ihm als Zeuge des Attentats auf ihn. Doch anstatt Phillis die Belohnung auszuhändigen, will er ihn wegen Beihilfe verhaften lassen. Dem entgeht dieser nur, indem er Müller mit den Unterlagen konfrontiert, die er bei Göllners sichergestellt hat und die ihn massiv belasten.
Inzwischen gelingt Vera die Flucht aus ihrem Gefängnis und sie begibt sich mit einer Handgranate bewaffnet auf die Suche nach Phillis. Sie findet seinen Kleintransporter, und als sie dort eindringt, hört sie das Verhandlungsgespräch zwischen Phillis und Müller mit an. Dabei muss sie feststellen, dass Phillis sie tatsächlich der Polizei ausliefern will. Kurzerhand fährt sie mit der entsicherten Handgranate im Transporter auf Phillis und Müller zu. Sicherheitsbeamte können sie aufhalten, und sie stirbt im Kugelhagel. Der Transporter explodiert, und der Staatssekretär und Phillis werden mit in den Tod gerissen.

## Auszeichnungen
Die beiden Hauptdarsteller wurden unmittelbar nach der Ausstrahlung mit dem „Goldenen Gong“ der Fernsehzeitung „Gong“ ausgezeichnet, einem Preis, der von der Gong-Redaktion sporadisch und spontan für herausragende Leistungen im Fernsehen verliehen wurde.
In der Begründung der Redaktion hieß es:
Susanne Lothar und Ulrich Mühe „lieferten ein brillantes, fein nuanciertes Psychogramm zweier gestörter Außenseiter. Mit kleinen, aber präzisen Gesten stellten sie ihre Verzweiflung, inneren Kämpfe und Hoffnungen dar und machten ihre seelische Entwicklung bis zur emotionalen Katastrophe deutlich.“

## Produktionsnotizen
Ulrich Mühe, der den Rechtsanwalt Stefan Phillis verkörperte, war mit Susanne Lothar, die die Rolle der Vera Meerholtz spielte, verheiratet.

## Kritik
Roland Timm von der Süddeutschen Zeitung schrieb: „Was für den Zuschauer eher schleppend begann und im ersten Teil noch seine Längen hatte, wird unter der Regie von Detlef Rönfeldt mit Beginn des zweiten Teils sehr packend, auch der eiskalten Bildersprache wegen: Aus der verschrobenen Liebesgeschichte ist unversehens ein handfester Politkrimi geworden.“
Die Kritiker der Fernsehzeitschrift TV Spielfilm urteilten ebenso positiv: „Der Zweiteiler von Autor Fred Breinersdorfer (‚Der Hammermörder‘, ‚Die Hoffnung stirbt zuletzt‘) hat Längen in Teil 1, nimmt dann aber Fahrt auf: Das Psychogramm zweier Außenseiter wird zum fesselnden Politkrimi. [Fazit]: Seelische Abgründe in eiskalten Bildern.“
Negativ fiel die Kritik von Barbara Sichtermann bei Zeit Online aus. Sie meint: „Eine Geschichte, wie das ‚Tödliche Auge‘ vollgestopft mit spektakulären Items, vom Mutterkomplex bis zum Terrorismus, von der Impotenz bis zur Millionenerpressung, vom Höschenfetischismus bis zur Grundstücksspekulation, muß scheitern“ und hat mit der Wirklichkeit nicht viel zu tun.
Ganz anders urteilte Nicolas Festenberg im SPIEGEL:
„Wider banausische Beschwichtigungsversuche hat Regisseur Detlef Rönfeldt den Gehalt der Vorlage, gnadenlos den Gesetzen der Ästhetik folgend, in Bilder verwandelt. Da ist auf der einen Seite eine Terroristin (Susanne Lothar), die ihren Bruder rächen will. Und da ist auf der anderen ein Muttersöhnchen (Ulrich Mühe), ein ekliger Spanner, den seine Augengier in die Raserei der Frau hineintreibt. Die perverse Tücke des Voyeurs steht in nichts dem feurigen Rachewahn der Frau nach: Ihre Gewalt macht die Gewalt des sensationsgeilen Zuschauens sichtbar. Wieder einmal erweist sich Rönfeldt – nach dem in Giftblau gehaltenen Wirtschaftskrimi „Kupferfalle“ – als Meister der Kunst, einen Stoff dämonisch zu illuminieren.“
Der Gong schrieb unter der Überschrift „Starker Thriller um Neurotiker“:
„Hineingezoomt ins Geschehen und zum Voyeur gemacht wurde der Zuschauer in dem ARD-Zweiteiler „Das tödliche Auge“ (Buch: Fred Breinersdorfer). Regisseur Rönfeldt nahm sich viel Zeit für den Aufbau der Handlung und die Entwicklung der Charaktere. Ihm gelang ein Psycho-Krimi von beklemmender Atmosphäre und sich stetig steigerndem Nervenkitzel. Die raffinierte Geschichte um die Verstrickung zweier gestörter Einzelgänger war mit Ulrich Mühe und Susanne Lothar glänzend besetzt. Eine deutsche Produktion, die durchaus mit ausländischen Spannungsthrillern konkurrieren kann.“
Besonders ausführlich äußerte sich Karl Prümm in epd/Kirche und Rundfunk. Er nannte den Film „eine bemerkenswerte Studie über den engen Zusammenhang von Normalität und Wahn“ und lobte das „ambitionierte Inszenierungskonzept“, das den Zuschauer durch „distanzlose Nähe“ „förmlich in den Voyeurismus der Sehmaschinen“ hineinziehe. Sein Fazit: „Solche Filme braucht das Medium, die ihr visuelles Konzept so konsequent durchführen und eigensinnige Bilder entstehen lassen, die im Gedächtnis bleiben.“